# قله توفالاریا
قله توفالاریا (انگلیسی: Pik Tofalariya) یک قله در استان ایرکوتسک کشور روسیه است.